# Аллергический ринит
Аллерги́ческий рини́т, известный также как «сенная лихорадка» («сезонная аллергия», «аллергия») — воспалительное заболевание слизистой носа, характеризующееся эпизодическим нарушением назального дыхания, слизистыми выделениями из носа, чиханием, в основе которых лежат аллергические реакции немедленного типа.

## Описание
Аллергический ринит (насморк) — воспаление слизистой оболочки носа, вызываемое различными аллергенами. Для клинических проявлений аллергического ринита характерны отёк и заложенность носа, выделения, зуд, повторяющиеся многократные чихания. Аллергический ринит, согласно классификации ARIA (международной инициативе по аллергическому риниту и его влиянию на развитие бронхиальной астмы), может быть интермиттирующим (длится 4 или менее дней в неделю и 4 или менее недель в году) и персистирующим (длится более 4 дней в неделю и более 4 недель в году). Кроме того, в ряде случаев (например, классификация FDA — Администрация по пищевым и лекарственным продуктам США) аллергический ринит различают как сезонный (при сезонном повышении содержания аллергенов в окружающей среде, например в период цветения растений) и круглогодичный (при круглогодичном наличии аллергенов в окружающей среде, например при аллергии на шерсть животных, на домашнюю пыль и т. д.).
Количество людей, страдающих от аллергического ринита, с каждым годом растет. В России в среднем болеют от 12,7 % до 24 % в зависимости от региона.
Высокий риск развития аллергических заболеваний и аллергического ринита, в том числе, отмечается у детей с наследственной предрасположенностью к атопии. Доказано, что частота возникновения аллергического ринита возрастает (до 70 %), когда мать и отец ребёнка имеют атопические заболевания. Если страдает атопическими заболеваниями один из родителей, то риск развития аллергического ринита при этом составляет не менее 50 %.
В 1940—1950-х годах в США наблюдался резкий рост аллергического ринита и астмы. Существует мнение, что это объясняется, помимо гигиенической гипотезы, «повышением чувствительности к бытовым аллергенам и потерей специфического для лёгких защитного эффекта регулярного глубокого дыхания». Другими словами, для предупреждения аллергии необходимо проводить больше времени на свежем воздухе .

## Этиология и патогенез
В основе аллергического ринита лежат аллергические реакции немедленного типа в ответ на контакт с аллергеном (пыльца растений, домашняя пыль, споры грибов). Провоцировать обострения могут резкие запахи, холодный воздух и др. 
 

Клиника аллергического ринита характеризуется проявлением приступа чихания, заложенности носа, водянистых выделений из носа после контакта с аллергеном.
 

Виды аллергического ринита:

| Аллергический ринит                                                          | Аллергический ринит                                                              |
| Сезонный                                                                     | Круглогодичный                                                                   |
| ---------------------------------------------------------------------------- | -------------------------------------------------------------------------------- |
| Приступ продолжается в течение нескольких часов после контакта с аллергеном. | Приступ длится обычно несколько дней и более и приобретает хронический характер. |

## Диагностика
Диагноз устанавливают после риноскопического и аллергологического обследования. Среди лабораторных методов выделяют специфические и неспецифические. Неспецифические маркеры это оценка количества эозинофилов в мазке периферической крови, определение сывороточной концентрации общего IgE и цитологическое исследование отделяемого из носа. Позитивные результаты аллерго-обследования (кожное тестирование, пробы с провокацией in vivo, которые в педиатрии проводятся редко, специфические Ige) являются специфическими маркерами аллергического ринита.

## Фармакотерапия
1. Антигистаминные препараты (Левоцетиризин, Цетиризин, Биластин) снижают количество выделений из носа, заложенность носа.
2. Кромогликат натрия в виде назального спрея предупреждает появление новых приступов. Эффективен при аллергическом рините лёгкого течения и средней тяжести.
3. Интраназальные глюкокортикоиды (беклометазона дипропионат, будесонид) назначаются при неэффективности лечения антигистаминными препаратами и кромолинами, а также при аллергическом рините тяжёлого течения.
4. Ипратропиум бромид в виде назального спрея, назначаемый в каждую ноздрю 3-4 раза в день, может уменьшать заложенность носа.
5. Местно применяются сосудосуживающие средства (назол, тизин, фармазолин, виброцил, нафтизин, галазолин, ментол), которые могут уменьшать отёчность слизистой носа, выделения из носа, но не влияют на патогенетические механизмы аллергического воспаления. Поэтому при прекращении их приёма клинические проявления аллергического ринита могут возобновиться.
6. Гипосенсибилизирующая терапия широко применяется в случае установления аллергена, вызывающего клинические проявления аллергического ринита у данного пациента.

## Оказание оперативной помощи детям с аллергическим ринитом
Медицинскому персоналу следует на месте оказывать первую помощь ребёнку с аллергическим ринитом — промывать и прочищать нос.
Промывание носовой полости с целью элиминации аллергенов возможно различными растворами. Однако очень важно, чтобы эти препараты не только хорошо вымывали частицы, но и увлажняли слизистую оболочку, оказывали терапевтическое, противоотёчное воздействие, а по своим физико-химическим свойствам и составу были близки к назальному секрету человека.
Промывающий раствор обязательно должен быть в компактной упаковке, снабжённой распылителем для удобного и быстрого использования.
Для удаления пыльцы ребёнку слегка запрокидывают голову и делают по два впрыска в каждую ноздрю. Затем ребёнка просят тщательно высморкаться. Процедуру следует повторить 2—4 раза для смягчения и увлажнения слизистой носа.
Препарат для промывания полости носа рекомендуется хранить в аптечке. Родителям можно советовать снабжать им ребёнка перед посещением ДОУ.
Быстрое и своевременное промывание полости носа с помощью противоотёчных препаратов приводит к эффективному удалению причинных аллергенов из полости носа, тем самым не позволяя им проникать в организм ребёнка и запускать механизм аллергии. В настоящее время подобную элиминационную терапию принято рассматривать как первый этап лечения аллергического ринита.

## Устранение факторов риска
Элиминация (устранение) факторов риска позволяет значительно улучшить течение заболевания.
К аллергенам относятся пыль, пыльца, резиновая крошка от покрышек автомобилей в квартирах, расположенных вблизи дорог.
Методы устранения факторов риска:
- Не открывайте лишний раз окна, при проветривании затягивайте оконный проём марлей или мелкой сеткой.
- Не сушите белье на улице или на открытом балконе.
- Надевайте солнцезащитные очки, шляпы, чтобы на слизистые попадало как можно меньше пыльцы.
- Ежедневно проводите влажную уборку.
- Купите напольный воздушный фильтр, лучше с угольным фильтром, и регулярно меняйте фильтрующий элемент.
- Установите оконный фильтр, лучше с угольным фильтром. Он позволит проветривать квартиру воздухом без пыли, пыльцы, резиновой крошки и вредных эмиссий.